# Campeonato da Europa de Atletismo de 2010 - Salto em altura feminino
A prova do salto em altura feminino do Campeonato da Europa de Atletismo de 2010 foi disputada entre os dias 30 de julho e 1 de agosto de 2010 no Lluís Companys em Barcelona,  na Espanha. 

## Recordes
Antes desta competição, os recordes mundiais e do campeonato nesta prova eram os seguintes:
|                       | Nome               | Nacionalidade | Altura  | Local      | Data                 |
| --------------------- | ------------------ | ------------- | ------- | ---------- | -------------------- |
| Recorde mundial       | Stefka Kostadinova | Bulgária      | 2m 09cm | Roma       | 30 de agosto de 1987 |
| Recorde do campeonato | Tia Hellebaut      | Bélgica       | 2m 03cm | Gotemburgo | 11 de agosto de 2006 |
| Recorde europeu       | Stefka Kostadinova | Bulgária      | 2m 09cm | Roma       | 30 de agosto de 1987 |

Os seguintes recordes foram estabelecidos durante esta competição: 
| Data        | Evento | Atleta        | Nacionalidade | Altura  | Notas |
| ----------- | ------ | ------------- | ------------- | ------- | ----- |
| 1 de agosto | Final  | Blanka Vlašić | Croácia       | 2m 03cm | =     |

## Medalhistas
| Ouro                | Prata            | Bronze                 |
| Blanka Vlašić (CRO) | Emma Green (SWE) | Ariane Friedrich (DEU) |

## Cronograma
Todos os horários são locais (UTC+2).
| Data        | Hora  | Evento       |
| ----------- | ----- | ------------ |
| 30 de julho | 10:05 | Qualificação |
| 1 de agosto | 19:30 | Final        |

## Resultados

### Qualificação
Qualificação: Desempenho de 1.92 m (Q) ou os 12 melhores qualificados (q).
| Posição | Grupo | Atleta                  | Nacionalidade | 1.78 | 1.83 | 1.87 | 1.90 | 1.92 | Resultados | Notas                |
| ------- | ----- | ----------------------- | ------------- | ---- | ---- | ---- | ---- | ---- | ---------- | -------------------- |
| 1       | A     | Blanka Vlašić           | Croácia       | -    | -    | o    | o    | o    | 1.92       | Q                    |
| 1       | A     | Svetlana Shkolina       | Rússia        | -    | o    | o    | o    | o    | 1.92       | Q                    |
| 1       | A     | Ruth Beitia             | Espanha       | -    | o    | o    | o    | o    | 1.92       | Q                    |
| 1       | A     | Danial Frenkel          | Israel        | o    | o    | o    | o    | o    | 1.92       | Q,                   |
| 1       | B     | Ariane Friedrich        | Alemanha      | -    | -    | -    | o    | o    | 1.92       | Q                    |
| 6       | A     | Beatrice Lundmark       | Suíça         | o    | o    | o    | xo   | o    | 1.92       | Q,                   |
| 6       | A     | Anna Iljuvtvenko        | Estónia       | o    | o    | o    | xo   | o    | 1.92       | Q, =                 |
| 8       | B     | Viktoriya Styopina      | Ucrânia       | -    | xo   | o    | xo   | o    | 1.92       | Q                    |
| 8       | B     | Antonia Stergiou        | Grécia        | o    | o    | o    | xxo  | o    | 1.92       | Q,                   |
| 10      | B     | Emma Green              | Suécia        | -    | -    | o    | -    | xo   | 1.92       | Q                    |
| 11      | B     | Burcu Ayhan             | Turquia       | o    | o    | xo   | xxo  | xo   | 1.92       | Q,                   |
| 12      | B     | Tia Hellebaut           | Bélgica       | -    | o    | o    | xo   | xxo  | 1.92       | Q                    |
| 13      | B     | Irina Gordeyeva         | Rússia        | -    | o    | o    | o    | xxx  | 1.90       |                      |
| 13      | B     | Antonietta Di Martino   | Itália        | -    | o    | o    | o    | xxx  | 1.90       |                      |
| 15      | A     | Stine Kufaas            | Noruega       | o    | o    | xxo  | o    | xxx  | 1.90       |                      |
| 15      | B     | Deirdre Ryan            | Irlanda       | o    | o    | xxo  | o    | xxx  | 1.90       | Recorde da temporada |
| 17      | A     | Ebba Jungmark           | Suécia        | -    | xo   | o    | xo   | xxx  | 1.90       | =                    |
| 18      | B     | Airinė Palšytė          | Lituânia      | o    | xxo  | xo   | xxo  | xxx  | 1.90       |                      |
| 19      | A     | Raffaella Lamera        | Itália        | o    | xo   | o    | xxx  |      | 1.87       |                      |
| 20      | B     | Tonje Angelsen          | Noruega       | o    | o    | xo   | xxx  |      | 1.87       |                      |
| 21      | A     | Marija Vukovic          | Montenegro    | xo   | o    | xo   | xxx  |      | 1.87       |                      |
| 22      | A     | Venelina Veneva-Mateeva | Bulgária      | -    | o    | xxx  |      |      | 1.83       |                      |
| 22      | A     | Georgiana Zarcan        | Roménia       | o    | o    | xxx  |      |      | 1.83       |                      |
| 22      | B     | Ana Simic               | Croácia       | o    | o    | xxx  |      |      | 1.83       |                      |
| 25      | A     | Hannelore Desmet        | Bélgica       | o    | xo   | xxx  |      |      | 1.83       |                      |
| 26      | B     | Ma'ayan Foreman         | Israel        | o    | xxx  |      |      |      | 1.78       |                      |

### Final
| Posição           | Atleta             | Nacionalidade | 1.80 | 1.85 | 1.89 | 1.92 | 1.95 | 1.97 | 1.99 | 2.01 | 2.03 | 2.05 | Resultados | Notas                |
| ----------------- | ------------------ | ------------- | ---- | ---- | ---- | ---- | ---- | ---- | ---- | ---- | ---- | ---- | ---------- | -------------------- |
| Medalha de ouro   | Blanka Vlašić      | Croácia       | -    | o    | -    | o    | xo   | xo   | o    | o    | xo   | x-   | 2.03       | =                    |
| Medalha de prata  | Emma Green         | Suécia        | -    | -    | xo   | o    | xo   | o    | xxo  | xo   | xxx  |      | 2.01       | Recorde pessoal      |
| Medalha de bronze | Ariane Friedrich   | Alemanha      | -    | -    | o    | -    | o    | o    | o    | xxo  | xxx  |      | 2.01       |                      |
| 4                 | Svetlana Shkolina  | Rússia        | -    | o    | o    | o    | xo   | xo   | xxx  |      |      |      | 1.97       |                      |
| 5                 | Tia Hellebaut      | Bélgica       | o    | o    | o    | xo   | xo   | xxo  | xxx  |      |      |      | 1.97       | Recorde da temporada |
| 6                 | Viktoriya Styopina | Ucrânia       | o    | o    | o    | o    | o    | xxx  |      |      |      |      | 1.95       | Recorde da temporada |
| 6                 | Ruth Beitia        | Espanha       | -    | o    | -    | o    | o    | xxx  |      |      |      |      | 1.95       |                      |
| 8                 | Antonia Stergiou   | Grécia        | o    | o    | o    | xxo  | xxx  |      |      |      |      |      | 1.92       | =                    |
| 9                 | Burcu Ayhan        | Turquia       | o    | o    | xo   | xxo  | xxx  |      |      |      |      |      | 1.92       | =                    |
| 10                | Beatrice Lundmark  | Suíça         | o    | o    | xxo  | xxx  |      |      |      |      |      |      | 1.89       |                      |
| 11                | Anna Iljuštšenko   | Estónia       | o    | o    | xxx  |      |      |      |      |      |      |      | 1.85       |                      |
| 12                | Danial Frenkel     | Israel        | o    | xo   | xxx  |      |      |      |      |      |      |      | 1.85       |                      |

Legenda
| Recorde mundial       | Recorde mundial (World record)               |                       | Recorde africano                      | Recorde africano (African) |                                           | Q | Classificado por posição (Qualified) |
| Recorde do campeonato | Recorde do campeonato (Championship record)  | Recorde da América    | Recorde da América (Americas)         | q                          | Classificado por melhor tempo (Qualified) |   |                                      |
| Melhor marca do ano   | Melhor marca do ano (World leading)          | Recorde asiático      | Recorde asiático (Asian)              | DNS                        | Não largou (Did not start)                |   |                                      |
| Recorde nacional      | Recorde nacional (National record)           | Recorde europeu       | Recorde europeu (European)            | DNF                        | Não terminou (Did not finish)             |   |                                      |
| Recorde pessoal       | Recorde pessoal do atleta (Personal best)    | Recorde da Oceania    | Recorde da Oceania (Oceania)          | DSQ / DQ                   | Desclassificado (Disqualified)            |   |                                      |
| Recorde da temporada  | Recorde da temporada do atleta (Season best) | Recorde sul-americano | Recorde sul-americano (South America) | NM                         | Sem marca (No mark)                       |   |                                      |